# Choszczówka-Kolonia
Choszczówka-Kolonia – dawna kolonia, od 1977 osiedle w północno-wschodniej części Warszawy, w dzielnicy Białołęka.
Choszczówka-Kolonia obejmuje to tereny na północny zachód od Choszczówek, od ulicy Chlubnej do północnych granic Warszawy.
Dawniej kolonia należąca do gminy Jabłonna w powiecie warszawskim w województwie warszawskim.  W świetle spisu z 1921 r. Choszczówka dzieliła się na Choszczówkę Kolonia (9 budynków, 74 mieszkańców) i Choszczówkę Letnisko (21 budynków, 94 mieszkańców). W 1933 roku gminę Jabłonna podzielono na gromady: Sąsiednia Choszczówka utworzyła odrębną gromadę, natomiast kolonia Choszczówka (z m.in. Buchnikiem) weszła w skład gromady Jabłonna. 
15 maja 1951 do Warszawy włączono sąsiednią Choszczówkę, natomiast kolonia Choszczówka pozostała poza jej granicami. 1 lipca 1952 wraz z gminą Jabłonna włączono ją do nowo utworzonego powiatu nowodworskiego w województwie warszawskim. W latach 1954–1972 w nowo utworzonej gromadzie Jabłonna.
1 stycznia 1973 związku z kolejną reformą administracyjną kraju, kolonia Choszczówka (już pod nazwą Choszczówka) ustanowiła jedno z 13 sołectw reaktywowanej gminy Jabłonna w powiecie nowodworskim. Następnie włączona do sołectwa Jabłonna. 1 sierpnia 1977 odłączona od sołecwa Jabłonna (690 ha, łącznie z Buchnikiem) i włączona do Warszawy.